# 矢崎利加
矢崎 利加（やざき りか、1969年6月7日 - ）は、長野県茅野市出身の日本の柔道家。現役時代は72kg級の選手。

## 人物
柔道は小学校3年の時に父と兄の影響で始めた。中学の時はバレーボールにも取り組んでいた。東海大第三高校へ入学すると、団体競技は向いていないと判断して柔道に専念することになった。3年の時には 強化選手選考会の決勝で国際武道大学2年の佐藤昭子を破って優勝を飾った。
1988年には国際武道大学へ進学すると、1年の時には強化選手選考会の決勝で大学の2年先輩となる佐藤に敗れて2位だった。正力杯には61kg超級に出場して3位となると、体重別でも3位だった。2年の時には体重別で3位、正力杯61kg超級では決勝で筑波大学2年の鈴木香に敗れて2位、無差別で争われる全日本学生選手権では3位となった。3年の時には体重別決勝でミキハウスの田辺陽子に敗れるも2位となった。正力杯61kg超級では3位、全日本学生選手権では決勝まで進むも、筑波大学4年の坂上洋子に敗れた。4年の時には体重別で昨年に続いて決勝で田辺に敗れて2位だったが、環太平洋柔道選手権大会で国際大会初優勝を飾った。正力杯66kg超級と強化選手選考会では3位だった。
1992年には国際武道大学の職員となると、体重別では決勝で3年連続して田辺に敗れた。強化選手選考会では決勝で住友海上の福場由里子に敗れて2位だった。1993年の体重別では3位だった。なお、矢崎の柔道はスタミナと腕力にモノを言わせて、相手に粘り勝ちするのが特色と評されていたが、田辺の壁を破ることができずに代表選手になるまでには至らなかった。1994年に引退すると、国際武道大学の准教授及び女子柔道部の監督にも就任した。さらに全日本女子ジュニア代表チームのコーチにもなった。

## 主な戦績
- 1987年　- 強化選手選考会　優勝
- 1988年　- 強化選手選考会　2位
- 1988年　- 正力杯　3位　61kg超級
- 1988年　- 体重別　3位
- 1988年 -　福岡国際　2位
- 1989年　- 体重別　3位
- 1989年　- 正力杯　2位　61kg超級
- 1989年 -　全日本学生選手権　3位　無差別
- 1990年　- 体重別　2位
- 1990年　- 正力杯　3位　61kg超級
- 1990年 -　全日本学生選手権　2位　無差別
- 1990年 -　福岡国際　3位
- 1991年　- 体重別　2位
- 1991年　- 環太平洋柔道選手権大会　優勝
- 1991年　- 正力杯　3位　66kg超級
- 1991年　- 強化選手選考会　3位
- 1992年　- 体重別　2位
- 1992年　- 強化選手選考会　2位
- 1993年　- 体重別選手権　3位

(出典、JudoInside.com)